# Francisco da Silva Lino Gameiro
Francisco da Silva Lino Gameiro foi um Governador Civil de Faro entre 6 de Abril de 1914 e 25 de Novembro de 1914.